# Tui
Tui (em galego e oficialmente: Tui; em castelhano: Tuy) é um município raiano da Espanha que se encontra na comarca do Baixo Minho, província de Pontevedra, comunidade autónoma da Galiza. Tem 68,3 km² de área e em 2021 tinha 17 398 habitantes (densidade: 254,7 hab./km²).
Situada à beira do rio Minho, esta é a principal fronteira — por autoestrada e caminho-de-ferro — entre a Galiza e Portugal (Valença do Minho).
O nome do município foi dado pelos romanos como Tude e mencionado pelos escritores Estrabão e Ptolemeu. Durante o período visigodo, a Catedral de Tui foi uma das sedes episcopais do reino da Galécia (corresponde à atual diocese de Tui-Vigo, mas chegou a abranger todo o Alto-Minho). Foi depois capital de uma das sete províncias do antigo Reino da Galiza até ao ano de 1833.
Hoje em dia, o centro do município está próximo da Loja de São Telmo. No alto do montezinho, a catedral preserva o período românico no seu vestíbulo principal e o gótico no ocidental.
A cidade tem dois museus, um dedicado à arqueologia e à arte sacra, e o outro é o museu diocesano.

## Paróquias
A cidade de Tui está dividida em onze paróquias: Areas, Baldráns, Caldelas, Guillarei, Malvas, Paramos, Pazos de Reis, Pexegueiro, Randufe, Rebordáns e Ribadelouro.

## Demografia
| Variação demográfica do município entre 1991 e 2004 | Variação demográfica do município entre 1991 e 2004 | Variação demográfica do município entre 1991 e 2004 | Variação demográfica do município entre 1991 e 2004 |
| --------------------------------------------------- | --------------------------------------------------- | --------------------------------------------------- | --------------------------------------------------- |
| 1991                                                | 1996                                                | 2001                                                | 2004                                                |
| 15242                                               | 16003                                               | 16042                                               | 16303                                               |

## Galeria de imagens

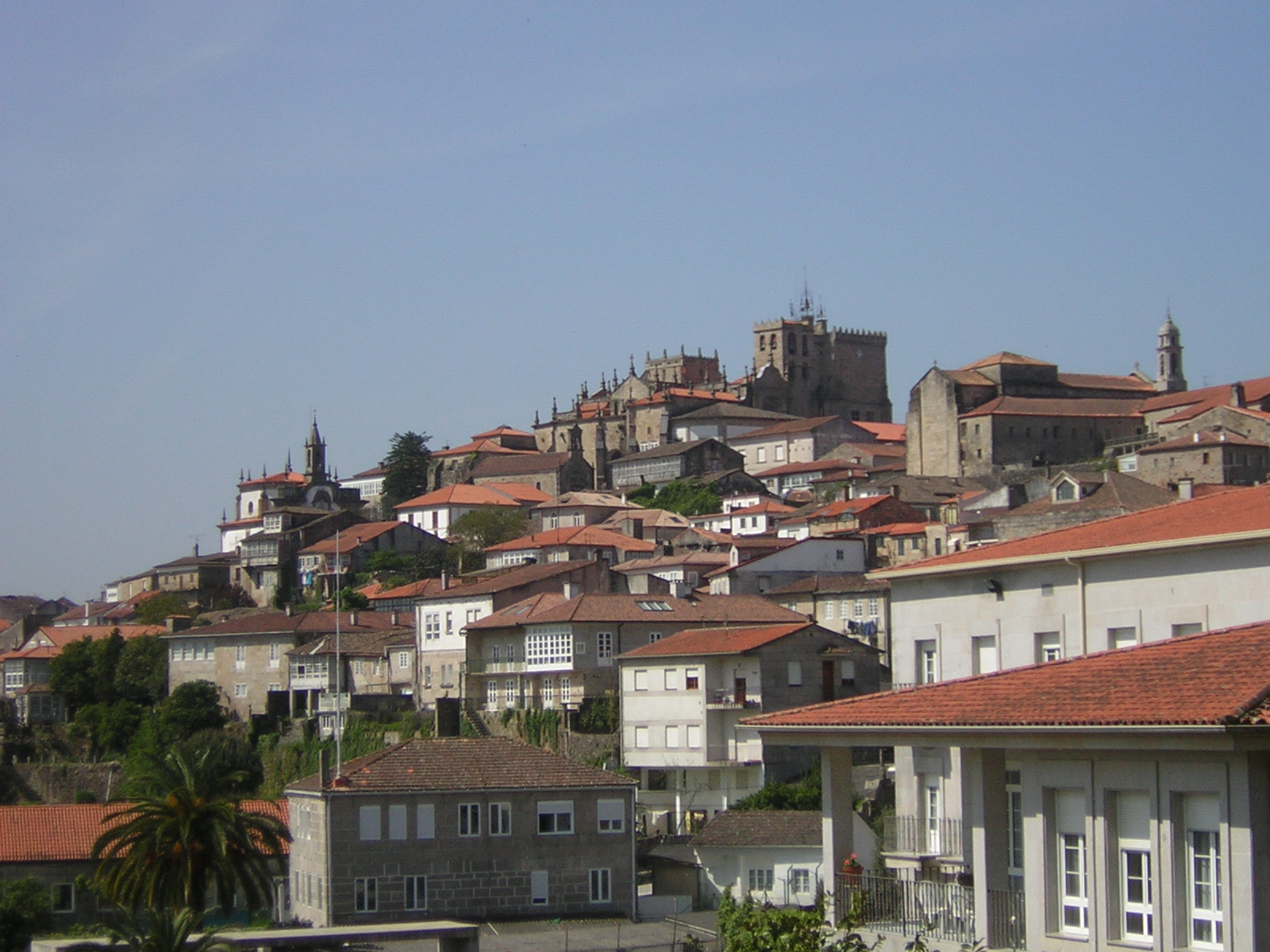
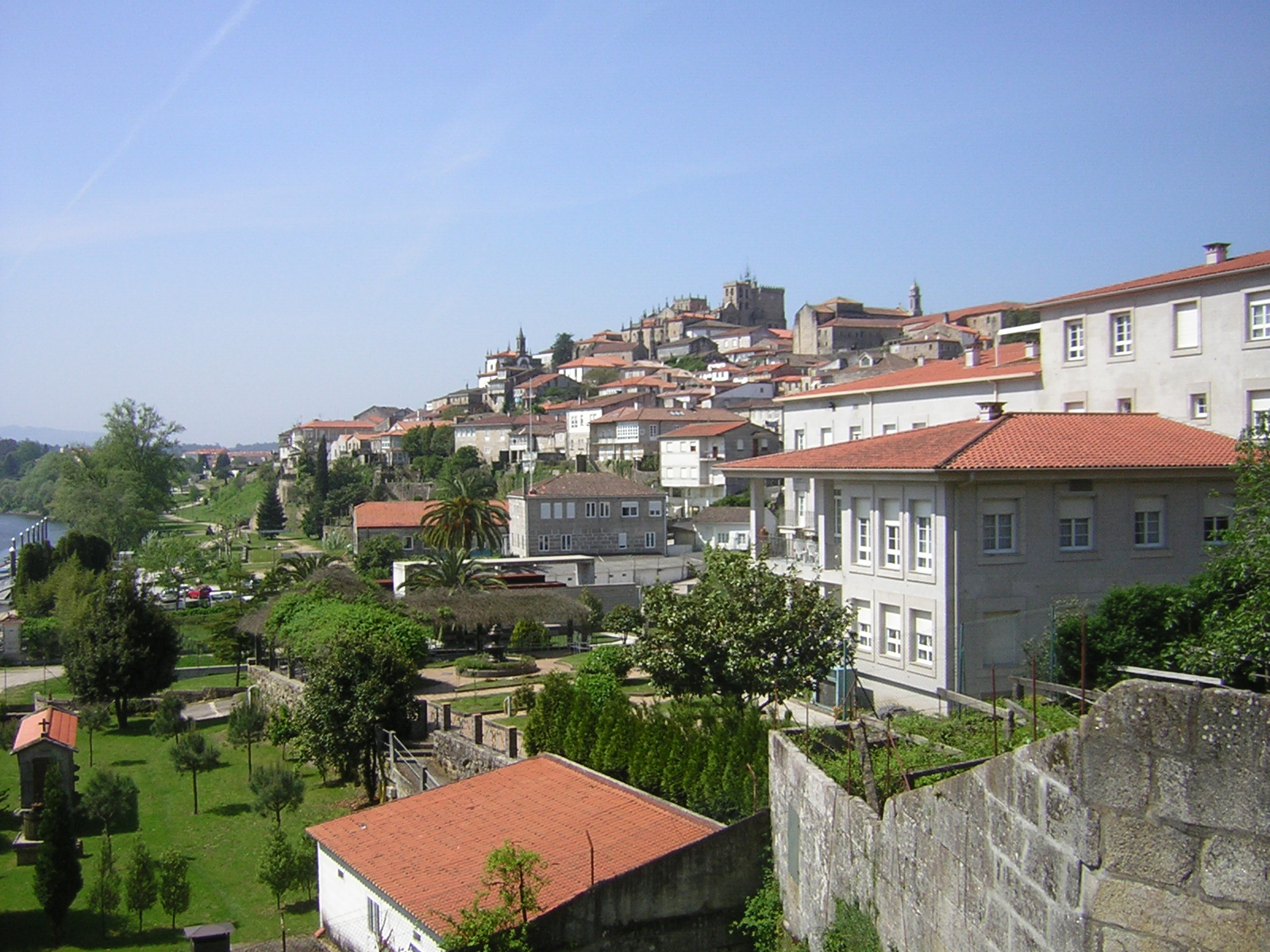
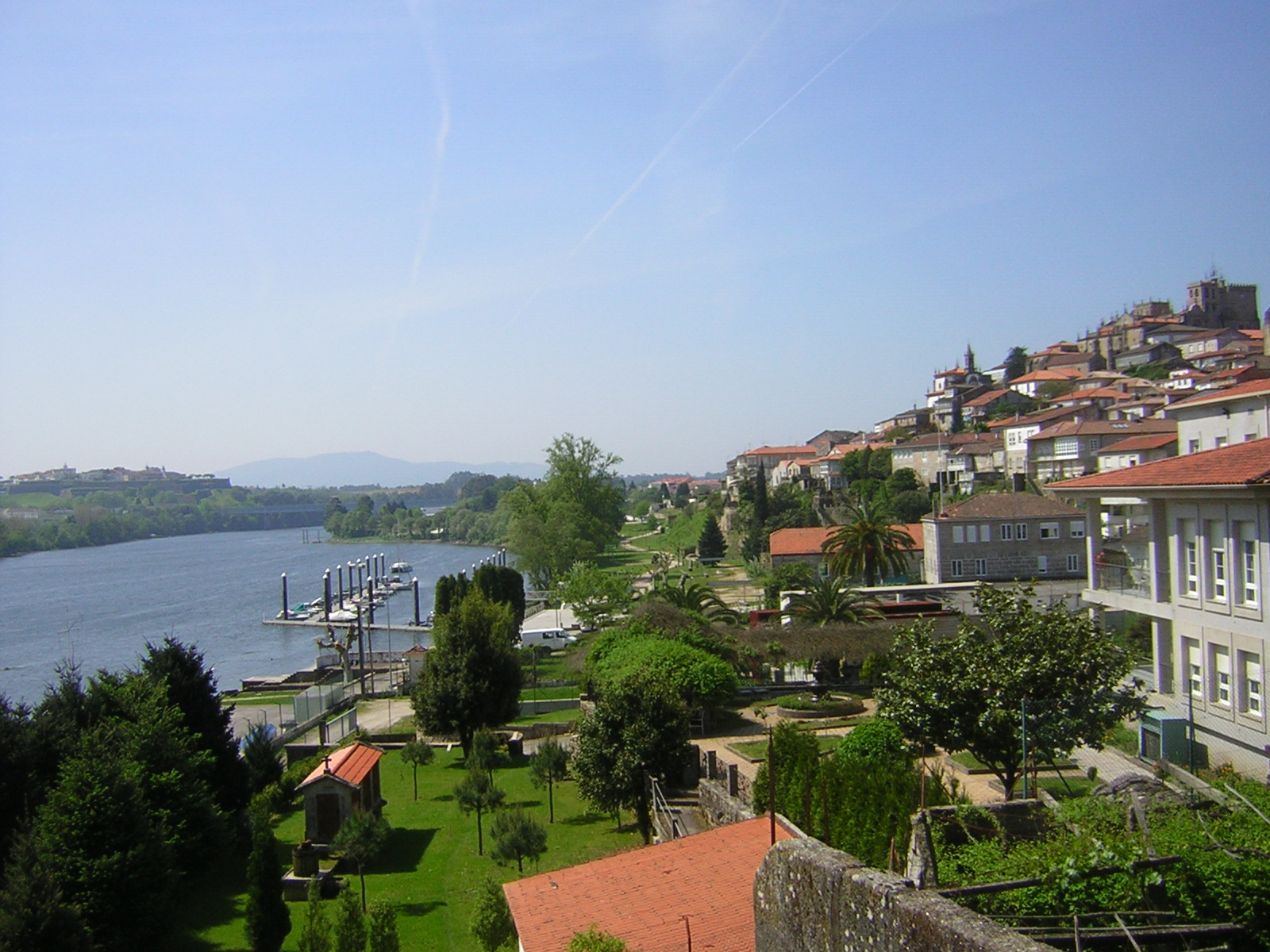
Tui (direita), Valença (esquerda) e o rio Minho.
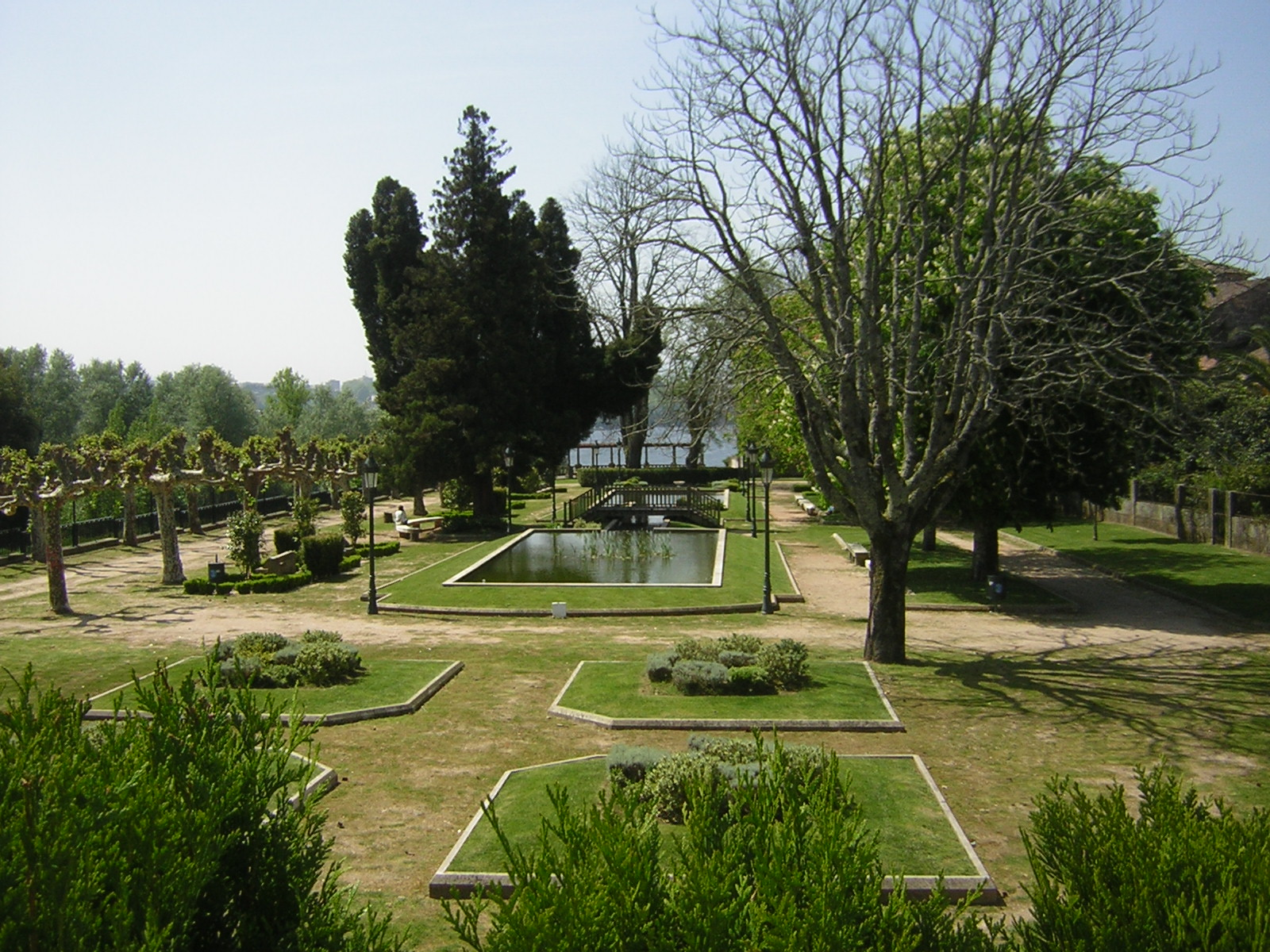